# Muhammad III Szach
Muhammad III Szach (ur. ok. 1453, zm. 26 marca 1482) – sułtan Dekanu w latach 1463–1482.
Był synem Humajun Szacha. Okres panowania Muhammada III to czasy największej świetności państwa Bahmanidów. Przeprowadził wiele reform, m.in. wprowadził nowy podział administracyjny państwa, nowy system wynagradzania w armii. Zmarł wskutek nadużycia alkoholu. Władzę po nim przejął jego syn Mahmud Szach

## Literatura
- Muhammad III Szach, [w:] M. Hertmanowicz-Brzoza, K. Stepan, Słownik władców świata, Kraków 2005, s. 765.